# نور الديني
نور الديني (بالفارسية: نورالدینی، تلفظ [Nūr ed Dīnī]) هي منطقة سكنية في محافظة فارس إيران التابعة لبلدة أشكنان مقاطعة لامرد.

## السكان
تقع هذه القرية في قسم كال وحسب احصاءات سنة 2006 کان عدد سكانها 160 نمسة في 33 مسكن.